# أفعوانية الذيل
أفعوانية الذيل (الاسم العلمي: Echiura) أو الديدان الملعقية (بالإنجليزية: spoon worms)‏ هي طائفة من الحلقيات. في كثير من الأحيان تعتبر مجموعة من الحلقيات على الرغم من أنها تفتقر إلى البنية المجزأة الموجودة في غيرها من أعضاء هذه المجموعة، عوملت كذلك على أنها شعبة مستقلة. أدت تحليلات النشوء والتطور لسلسلة الدنا إلى وضع أفعويات الذيل وأشباهها وحاملات اللحى (بالإنجليزية: pogonophorans)‏ ضمن الحلقيات.

## التصنيف
- أفعويات الذيل
  - نظيرات أفعوية الذيل
    - أفعوية الذيل